# Skład informatycznych nośników danych
Pojęcie składu informatycznych nośników danych

Zgodnie z rozporządzeniem Prezesa Rady Ministrów z dnia 18 stycznia 2011 r. w sprawie instrukcji kancelaryjnej, jednolitych rzeczowych wykazów akt oraz instrukcji w sprawie organizacji i zakresu działania archiwów zakładowych pod pojęciem składu informatycznych nośników danych rozumiany jest uporządkowany zbiór informatycznych nośników danych zawierających dokumentację w postaci elektronicznej. Przez informatyczny nośnik danych rozumie się materiał lub urządzenie służące do zapisywania, przechowywania i odczytywania danych w postaci cyfrowej. Podmiot publiczny, który organizuje przetwarzanie danych w systemie teleinformatycznym, musi stworzyć możliwość przekazywania danych także w postaci elektronicznej z wykorzystaniem informatycznych nośników danych lub środków komunikacji elektronicznej.

 Przesyłki przekazywane na informatycznym nośniku danych w systemie EZD (Elektroniczne Zarządzanie Dokumentacją) 

Przesyłki przekazywane na informatycznych nośnikach danych dzieli się na:
a) przesyłki przekazane bezpośrednio na informatycznym nośniku danych, gdzie podczas rejestracji do metadanych opisujących te przesyłki dołączane są dokumenty elektroniczne przekazane na informatycznym nośniku danych oraz UPO (czyli Urzędowe Poświadczenie Odbioru), o ile zostało wydane;
b) przesyłki stanowiące załącznik do pisma przekazanego na nośniku papierowym. Pisma w formie papierowej zawierające załącznik w postaci informatycznego nośnika danych rejestruje się tak jak pozostałe przesyłki w postaci papierowej, dołączając do metadanych odwzorowanie cyfrowe pisma, a także załącznik w postaci elektronicznej zapisany na informatycznym nośniku danych.
Kierownik podmiotu ustala maksymalną wielkość przesyłki przekazywanej na informatycznym nośniku danych, którą włącza się bezpośrednio do systemu EZD. W przypadku kiedy ze względu na rozmiar przesyłki przekazanej na informatycznym nośniku danych nie jest możliwe lub zasadne dołączenie takiej przesyłki do systemu EZD, należy odnotować ten fakt w rejestrze przesyłek wpływających, a także przechowywać taki nośnik w składzie informatycznych nośników danych, odrębnie od pozostałych przesyłek. System EZD pozwala wyszukać i sporządzić listę przesyłek, które nie zostały włączone bezpośrednio do systemu EZD – odbywa się to w szczególności ze wskazaniem nośników, na których się one aktualnie znajdują.
Po zakończeniu sprawy przesyłki przekazywane na informatycznych nośnikach danych są przekazywane do składu informatycznych nośników danych. Podmiot może prowadzić kilka składów informatycznych nośników danych, jeżeli jest to uzasadnione strukturą organizacyjną lub lokalizacją komórek organizacyjnych. Jeżeli następuje potrzeba wyjęcia dokumentacji ze składu informatycznych nośników danych, to należy to udokumentować w jeden z dwóch przewidzianych sposobów:
1) włożyć w ich miejsce kartę zastępczą, która zawiera znak sprawy, jej tytuł, nazwę komórki organizacyjnej lub nazwisko pracownika wypożyczającego dokumentację bądź nazwę i adres jednostki organizacyjnej, do której dokumentację wysłano, oraz termin zwrotu
2) odnotować te informacje w systemie EZD w sytuacji, gdy zapewnia on powiązanie informacji o wyjęciu dokumentacji z odpowiadającymi jej aktami sprawy.

Instrukcja kancelaryjna przewiduje również możliwość wykonania kopii wyjmowanej dokumentacji.

Przesyłki przekazywane na informatycznym nośniku danych w systemie tradycyjnym
W systemie tradycyjnym przesyłki przekazane na informatycznym nośniku danych można podzielić na: przekazywane bezpośrednio na informatycznym nośniku danych lub stanowiące załącznik do pisma przekazanego na nośniku papierowym. Przesyłki przekazywane bezpośrednio na informatycznym nośniku danych, rejestruje się, drukuje, nanosi i wypełnia pieczęć wpływu na pierwszej stronie wydruku. W przypadku pism w postaci papierowej, do których załącznikiem jest przesyłka przekazana na informatycznym nośniku danych, przesyłki te podlegają rejestracji zgodnie z zasadami rejestracji przesyłek na nośniku papierowym. Należy przy tym odnotować w rejestrze przesyłek wpływających informację o załączniku zapisanym na informatycznym nośniku danych.
Jeżeli ze względu na typ dokumentu elektronicznego lub objętość dokumentu elektronicznego nie jest możliwe lub zasadne wydrukowanie pełnej treści przesyłki w postaci elektronicznej lub załącznika do niej, należy najpierw wydrukować tylko część przesyłki albo sporządzić i wydrukować notatkę o przyjętej przesyłce oraz nanieść i wypełnić pieczęć wpływu na pierwszej stronie wydruku. Podobnie w przypadku, gdy niemożliwe jest wydrukowanie nawet części przesyłki. Następnie informatyczny nośnik danych z zapisaną przesyłką dołącza się do wydruku aż do momentu zakończenia sprawy. Po zakończeniu sprawy jest on przekazywany do składu informatycznych nośników danych (dany podmiot może prowadzić kilka składów informatycznych nośników danych, jeżeli jest to uzasadnione strukturą organizacyjną lub lokalizacją komórek organizacyjnych). Informację o załączniku zapisanym na informatycznym nośniku danych odnotowuje się w rejestrze przesyłek wpływających.

Przechowywanie przesyłek przekazywanych na informatycznym nośniku danych do archiwum
Dokumentacja elektroniczna na informatycznych nośnikach danych, zgromadzonych w składzie informatycznych nośników danych, których zawartość skopiowano do systemu EZD, jest kwalifikowana do kategorii Bc i brakowana w trybie i na zasadach określonych w przepisach wydanych na podstawie art. 5 ust. 2b ustawy z dnia 14 lipca 1983 r. o narodowym zasobie archiwalnym i archiwach.
Dokumentacja elektroniczna na informatycznych nośnikach danych, zgromadzona w składzie informatycznych nośników danych, których zawartości nie skopiowano do systemu EZD, po upływie pełnych dwóch lat kalendarzowych, licząc od pierwszego stycznia roku następującego po roku, dla którego powstał zbiór przesyłek w składzie, jest przekazywana do archiwum zakładowego.
W systemie tradycyjnym przejmowanie dokumentacji polega na jej przekazaniu do archiwum zakładowego na podstawie spisu zdawczo-odbiorczego. Natomiast w systemie EZD, przekazując do właściwego archiwum państwowego materiały archiwalne w postaci elektronicznej lub ich metadane, przekazuje się równolegle ich odpowiedniki ze składu chronologicznego lub ze składu informatycznych nośników danych i sporządza się ich spisy. W archiwum, aby zapewnić ochronę przed uszkodzeniem, zniszczeniem lub utratą, przechowuję się odrębnie od dokumentacji w postaci nieelektronicznej informatyczne nośniki danych ze składu tych nośników.
Archiwum zakładowe ma za zadanie przejmować między innymi dokumentację elektroniczną na informatycznych nośnikach danych, zgromadzonych w składzie informatycznych nośników danych, których zawartości nie skopiowano do systemu EZD. Każdy informatyczny nośnik danych, który został przekazywany ze składu informatycznych nośników danych do archiwum zakładowego powinien być trwale oznakowany w sposób pozwalający na jego jednoznaczną identyfikację (tworzy się spis zdawczo-odbiorczy).	
Informatyczny nośnik danych, zgodnie z rozporządzeniem Ministra Spraw Wewnętrznych i Administracji z dnia 2 listopada 2006 r. w sprawie wymagań technicznych formatów zapisu i informatycznych nośników danych, na których utrwalono materiały archiwalne przekazywane do archiwów państwowych, powinien być:
1. oznakowany w sposób pozwalający na jednoznaczną identyfikację;
2. przystosowany do przenoszenia pomiędzy urządzeniami odczytującymi;
3. dostosowany do przechowywania w temperaturze 18-22°C przy wilgotności względnej 40-50%.

Ponadto taki nośnik powinien zapewniać możliwość wiernego odczytywania danych w urządzeniach produkowanych przez różnych producentów, właściwych dla danego typu nośnika. Informatyczny nośnik danych, który przekazuje się do archiwum musi być opatrzony informacją przyporządkowaną do oznaczenia nośnika w sposób niebudzący wątpliwości, która zawiera:
1. nazwę podmiotu przekazującego;
2. tytuł zwięźle określający zawartość nośnika;
3. datę wykonania zapisu na nośniku;
4. informację o tym, czy dane stanowią informacje chronione ustawą, a w szczególności klauzulę tajności;
5. wskazanie oprogramowania i urządzeń użytych do wykonania zapisu.